# Рабочая международная лига (Великобритания)
Рабочая международная лига, РМЛ (англ. Workers' International League, WIL) — троцкистская политическая организация в Великобритании, существовавшая с 1937 по 1944 год.

## История
РМЛ была основана в 1937 году несколькими британскими троцкистами, исключенными из группы «Милитант», — Ральфом Ли, Тедом Грантом, Джоком Хастоном, Джерри Хили и другими. Группа работала внутри Лейбористской партии, и занималась распространением журналов «Youth for Socialism» («Молодежь за социализм»), в 1941 году переименованного в «Socialist Appeal» («Социалистический призыв»), и «Workers International News». После создания в 1938 году Четвертого интернационала, РМЛ отказалась присоединяться к Революционной социалистической лиге (РСЛ), ставшей официальной британской секцией Интернационала.
С началом Второй мировой войны, РМЛ ожидала запрета и перевела нескольких своих активистов в Дублин, Ирландия. Однако когда запрета не последовало, группа занялись распространением собственных газет. В отличие от РСЛ, группа Гранта приняла т. н. «пролетарскую военную политику», разрабатывавшуюся Троцким в его последних работах и нашедшую сторонников в американской Социалистической рабочей партии.
Лига начала ориентироваться на профсоюзы и временно отказалась от тактики энтризма в Лейбористскую партию. Из числа активистов МРЛ и анархистов была сформирована Боевая рабочая федерация (Militant Workers Federation), поддерживавшая боевую активность профсоюзов в период войны. В 1943 году они заставили администрацию Королевского завода артиллерийских орудий в Ноттингеме согласиться на рабочий контроль.
В 1944 году МРЛ вместе с РСЛ, раздираемой многочисленными фракционными противоречиями, объединились в Революционную коммунистическую партию, которая стала британской секцией Четвертого интернационала и одной из его сильнейших национальных организаций.